# Ohau Falls
Die Ohau Falls sind ein Wasserfall im Kaikoura District in der Region Canterbury auf der Südinsel Neuseelands. Er liegt küstennah im Lauf des Ohau Stream, der unweit hinter dem Wasserfall am Ohau Point in den Pazifischen Ozean mündet. Seine Fallhöhe beträgt rund 15 Meter.
Vom ausgewiesenen Parkplatz am New Zealand State Highway 1 führt 26,5 km hinter Kaikoura ein Wanderweg in etwa 10 Minuten zum Wasserfall. Mit etwas Glück sind in Wintermonaten unterhalb des Wasserfalls Jungtiere des Neuseeländischen Seebären anzutreffen. Infolge des Kaikoura-Erdbebens von 2016 ist der Wanderweg gegenwärtig gesperrt.